# Gilberts, Illinois
Gilberts är en ort (village) i Kane County, i delstaten Illinois, USA. Enligt United States Census Bureau har orten en folkmängd på 6 949 invånare (2011) och en landarea på 14,4 km².